# Stephan Dupuis
Stephan Dupuis é um maquiador estadunidense. Venceu o Oscar de melhor maquiagem e penteados na edição de 1987 por The Fly, ao lado de Chris Walas.